# Институт информатики Общества Макса Планка
Институ́т информа́тики о́бщества Ма́кса Пла́нка (англ. Max Planck Institute for Informatics, MPI-INF) — институт Общества Макса Планка, основан в 1988 году на базе Саарского Университета в Саарбрюккене. Предметом научных исследований являются алгоритмы и их применение в широком смысле. Исследования охватывают как базовые области: (алгоритмы и сложность, программную логику), так и различные области применения (компьютерная графика, вычислительная геометрия, вычислительная биология, компьютерное зрение). Институт входит в Общество Макса Планка, самого большого в Германии научного общества по фундаментальным исследованиям.

## Научно-исследовательские подразделения
По состоянию на начало 2018 у института было пять директоров, так называемых научных членов, это:
- Курт Мельхорн[англ.] — кафедра алгоритмов и сложности
- Бернт Шиле — кафедра компьютерного зрения и мультимодальных вычислений
- Томас Ленгауэр[англ.] — кафедра вычислительной биологии и прикладной алгоритмики
- Аня Фельдман — кафедра архитектуры Интернета
- Ханс-Петер Зайдель — кафедра компьютерной графики
- Герхард Вайкум[англ.] — кафедра баз данных и информационных систем

Помимо кафедр, в институте находится научно-исследовательская группа по автоматизации логики, возглавляемая Кристофом Вайденбахом. Харальд Ганцингер, вплоть до своей смерти в 2004 году, возглавлял кафедру логики программирования. Алиса МакХарди возглавляет независимую исследовательскую группу по вычислительной геномике и эпидемиологии.
Совместно с Институтом программных систем Общества Макса Планка (MPI-SWS), немецким исследовательским центром искусственного интеллекта (DFKI) и всем факультетом информатики Саарского университета, институт участвует в Международном центре встреч и исследований в области информатики.
Международная научно-исследовательская школа компьютерных наук Макса Планка (IMPRS-CS) — является высшей школой MPII и MPI-SWS. Она была основана в 2000 году и предлагает полностью финансируемую PhD-программу в сотрудничестве с Саарландским университетом. Его декан — Герхард Вайкум.